# Perleastrild
Perleastrild (latin: Hypargos margaritatus) er en spurvefugl, der lever i Swaziland og nabolandene.